# Ilaria Demichelis
Ilaria Demichelis (née le 27 août 1987 à Carmagnole) est une joueuse italienne de volley-ball. Elle mesure 1,78 m et joue au poste de passeuse. 

## Clubs
| Club                   | Pays   | De        | À         |
| ---------------------- | ------ | --------- | --------- |
| Pallavolo Bra          | Italie | 2004-2005 | 2006-2007 |
| Asti Volley            | Italie | 2007-2008 | 2008-2009 |
| Castellanza            | Italie | 2009-2010 | 2009-2010 |
| Volley Club 1999       | Italie | 2010-2011 | 2010-2011 |
| Volleyball Santa Croce | Italie | 2011-2012 | 2011-2012 |
| Cuatto Volley          | Italie | 2012-2013 | 2012-2013 |
| Volley Soverato        | Italie | jan 2013  | mai 2013  |
| Trentino Rosa          | Italie | 2013-2014 | …         |